# Celluloseether
| Celluloseether-Molekülausschnitt (mit R = organischer Rest) mit von oben nach unten ansteigendem Substitutionsgrad. |
| vergrößern und Informationen zum Bild anzeigenniedriger Substitutiongrad                                            |
| vergrößern und Informationen zum Bild anzeigenmittlerer Substitutiongrad                                            |
| vergrößern und Informationen zum Bild anzeigenhoher Substitutiongrad                                                |

Celluloseether sind Derivate der Cellulose, die durch partielle oder vollständige Substitution der Wasserstoff-Atome der Hydroxy-Gruppen in der Cellulose entstehen. Diese Reaktion wird als Veretherung bezeichnet.

## Eigenschaften
Die Eigenschaften der Celluloseether sind abhängig von der Art des Substituenten, der Anzahl der substituierten Hydroxygruppen und deren Verteilung. So sind Celluloseether je nach Art und Anzahl der eingeführten Ethergruppen löslich in Wasser und/oder organischen Lösungsmitteln. Einige Celluloseether (z. B. Methyl- und Hydroxypropylcellulosen) zeigen umgekehrte Löslichkeit in Wasser, d. h., sie können durch Erwärmen aus ihren wässrigen Lösungen ausgeflockt werden. Vertreter der Gruppe der Celluloseether sind z. B.
- Carboxymethylcellulose (CMC)
- Methylcellulose (MC)
- Ethylcellulose (EC)
- Hydroxyethylcellulose (HEC)
- Hydroxypropylcellulose (HPC)

Celluloseether die durch Umsetzung von Cellulose mit mehr als einem Veretherungsmittel erhalten werden nennt man Cellulose-Mischether z. B.
- Methylethylcellulose (MEC)
- Hydroxyethylmethylcellulose (HEMC)
- Hydroxypropylmethylcellulose (HPMC)
- Ethylhydroxyethylcellulose
- Carboxymethylhydroxyethylcellulose

Für die einzelnen Anwendungsbereiche werden verschiedenen Qualitäten mit unterschiedlichen Eigenschaftsprofilen hergestellt.

## Herstellung
Celluloseether werden seit 1925 industriell hergestellt, wobei sich wasserlösliche Produkte durchgesetzt haben. Ziel der Veretherung ist es, hydrophile Substituenten in den
Verbund von Wasserstoffbrücken einzubauen. Die einzelnen Celluloseether werden in einem breiten Typenspektrum angeboten, die sich durch die Variablen Substitutionsgrad, Polymerisationsgrad und Lösungsviskosität ergeben. Die Herstellungsverfahren sind auf die unterschiedlichen Eigenschaften der Celluloseether optimiert, beinhalten jedoch bei den Basisschritten folgende Gemeinsamkeiten:
- Zellstoffmahlung
- Aktivierung der Cellulose mit konzentrierter Natronlauge und Bildung von Alkalicellulose
- Veretherung mit Alkylierungsmitteln (Halogenkohlenwasserstoffen (z. B. Methylchlorid, Ethylchlorid), Epoxiden (z. B. Ethylenoxid, Propylenoxid)[1] oder Epichlorhydrin)
- Neutralisation und Auswaschen von Nebenprodukten
- Aufarbeitung und Mahlung bzw. Siebung des Endprodukts

Alle industriell durchgeführten Veretherungsreaktionen an Cellulose werden in heterogener Reaktion durchgeführt, d. h., es erfolgt keine Auflösung der Cellulose vor oder im Verlauf der Reaktion. Die Cellulose wird meist aus Baumholz gewonnen, wobei das im Baumholz enthaltene Lignin, zunächst z. B. als Ligninsulfonat vom Cellulosegerüst getrennt werden muss. Hochwertige Cellulosen können aus Baumwolle gewonnen werden.

## Anwendung

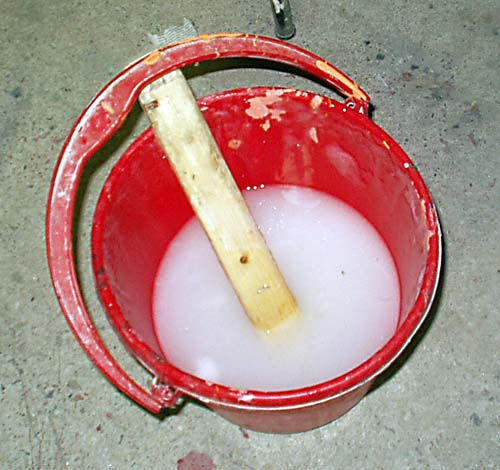
Tapetenkleister

Der Markt für Cellulosederivate (Celluloseether und Celluloseester) wird in Deutschland auf über 100.000 t geschätzt. Bedeutendste Hersteller sind die Konzerne DOW, Henkel und Shin-Etsu. Mengenmäßig bedeutendster Celluloseether ist Carboxymethylcellulose, gefolgt von Methylcellulose und Hydroxyethylcellulose. Wichtigster Anwendungsbereich für Celluloseether sind die Bauhilfsstoffe zur gezielten Einstellung von Verarbeitungseigenschaften für Gips, Putz, Mörtel und Fliesenkleber. Da Celluloseether Produkte aus nachwachsenden Rohstoffen sind, gewinnen sie an Bedeutung für umweltfreundliche Verfahren, z. B. als Textilhilfsmittel in der Textilindustrie.
Celluloseether werden u. a. eingesetzt als
- potentielle Filmbildner
- Klebstoffe (u. a. Tapetenkleister)
- Emulgatoren
- Schutzkolloide
- Stabilisatoren
- Waschhilfsmittel (dort als Schmutzträger und Vergrauungsinhibitoren) und Haaravivagemittel
- Verdickungsmittel für Lösungen auf Basis von Wasser und organischen Lösungsmitteln

Sie finden vielseitige Anwendung in solch unterschiedlichen Einsatzgebieten wie
- Wasch- und Reinigungsmittel
- Kosmetik
- Pharmazie (USP-Qualität)
- Nahrungsmittel- und der Getränkeindustrie (GMP-Qualität)
- Kleb-, Bau- und Anstrichstoffe
- Textil-, Papier- und der Kabelindustrie
- Bergbau und Erdölförderung
- Landwirtschaft
- Polymerisationshilfsmittel (z. B. PVC)

## Belege
1. ↑  Wissenschaft-Online Lexika: Eintrag zu Celluloseether im Lexikon der Chemie, abgerufen am 17. März 2010.
2. ↑  H.-P. Fink und S. Fischer: Celluloseverarbeitung – umweltfreundliche Technologien auf dem Vormarsch. (PDF, 2MB) Fraunhofer-Institut für Angewandte Polymerforschung. In:  Praxis der Naturwissenschaften - Chemie in der Schule, Vol. 54 (2005), No. 7, S. 18–25.
3. ↑  FNR [Fachagentur nachwachsende Rohstoffe] (2006): Marktanalyse Nachwachsende Rohstoffe; Gülzow.